# Análisis de sistemas
El análisis de sistemas es la ciencia encargada del análisis de sistemas grandes y complejos, y la interacción entre los mismos. Esta área se encuentra muy relacionada con la investigación operativa. También se denomina análisis de sistemas a una de las etapas de construcción de un sistema informático, que consiste en relevar la información actual y proponer los rasgos generales de la solución futura.
Los sistemas están relacionados con cualquier campo: procesos industriales, administración, toma de decisiones, procesos, protección al medio ambiente, etcétera. En 1953, los hermanos Howard Thomas Odum y Eugene Odum empezaron a aplicar una visión de sistemas a la ecología biológica, basándose en los trabajos de Raymond Lindeman (1942) y Arthur Tansley (1935).
Los analistas de sistemas utilizan la metodología matemática para obtener los detalles de los sistemas que están analizando.

## Modelos
Teoría de sistemas es la base de los modelos de simulación de sistemas complejos, los cuales se dividen en tres conceptos básicos: unidades, procesos y estructuras. Este modelo después puede ser llevado a la simulación sobre la base de los conceptos y las técnicas de dinámica de sistemas
Análisis de sistemas es una asignatura impartida en la universidad y tiene mucha relación con la ingeniería de software. En resumen, un sistema es un conjunto de elementos interrelacionados o componentes entrelazados entre sí para lograr un objetivo común entre ellos.
Personajes relacionados con el análisis y diseño de sistemas:
- Cristian Guevara
- Buckminster Fuller
- Gregory Bateson
- Stewart Brand